# Homotherus erythromelas
Homotherus erythromelas är en stekelart som först beskrevs av Mclachlan 1878.  Homotherus erythromelas ingår i släktet Homotherus och familjen brokparasitsteklar. Inga underarter finns listade i Catalogue of Life.